# ATC代码 (D11)
ATC代码D11（其它治疗皮肤病药物）是解剖学治疗学及化学分类系统的一个药物分组，这是由世界卫生组织药物统计方法整合中心所制定的药品及其它医用产品的官方分类系统。分组D11是D皮肤病的一部分。
兽用代码（ATCvet码）可以在人用ATC代码前加Q字母：QD11等。没有相应人用ATC代码的ATCvet在以下列表中通过前置Q字母表示。
国家ATC分类可能包括列表中没有的其它分类，列表为世界卫生组织（WHO）版本。

## D11A 其它治疗皮肤病药物（Other dermatological preparations）

### D11AA止汗药（Antihidrotics）
D11AA01 格隆溴铵（Glycopyrronium）

### D11AC 医用洗发剂（Medicated shampoos）
D11AC01 西曲胺（Cetrimide）
D11AC02 钙化合物类（Cadmium compounds）
D11AC03 硒化合物类（Selenium compounds）
D11AC06 聚维酮碘（Povidone-iodine）
D11AC08 硫化合物类（Sulfur compounds）
D11AC09 珍尼柳酯（Xenysalate）
D11AC30 其它（Others）

### D11AE 局部用雄激素（Androgens for topical use）
D11AE01 美雄酮（Metandienone）

### D11AH 过敏性皮炎治疗药，不包括皮质类固醇（Agents for dermatitis, excluding corticosteroids）
D11AH01 他克莫司（Tacrolimus）
D11AH02 吡美莫司（Pimecrolimus）
D11AH03 色甘酸（Cromoglicic acid）
D11AH04 阿利维A酸（Alitretinoin）

### D11AX 其它皮肤病用药（Other dermatologicals）
D11AX01 米诺地尔（Minoxidil）
D11AX02 γ-亚麻酸（Gamolenic acid）
D11AX03 葡萄糖酸钙（Calcium gluconate）
D11AX04 琥珀酸锂（Lithium succinate）
D11AX05 硫酸镁（Magnesium sulfate）
D11AX06 对甲氧酚（Mequinol）
D11AX08 替拉曲考（Tiratricol）
D11AX09 奥沙西罗（Oxaceprol）
D11AX10 非那雄胺（Finasteride）
D11AX11 氢醌（Hydroquinone）
D11AX12 吡硫翁锌（Pyrithione zinc）
D11AX13 莫诺苯宗（Monobenzone）
D11AX16 依氟鸟氨酸（Eflornithine）
D11AX18 双氯芬酸（Diclofenac）
D11AX19 阿利维A酸（Alitretinoin）
D11AX52 γ-亚麻酸，复方（Gamolenic acid, combinations）
D11AX57 胶原，复方（Collagen, combinations）
QD11AX90 过氧化苯酰（Benzoylperoxide）